# Golinjevo
Golinjevo (en cyrillique : Голињево) est un village de Bosnie-Herzégovine. Il est situé dans la municipalité de Livno, dans le canton 10 et dans la fédération de Bosnie-et-Herzégovine. Selon les premiers résultats du recensement bosnien de 2013, il compte 840 habitants.

## Géographie
Le village est situé au bord du lac de Buško.

## Démographie

### Évolution historique de la population
| 1948 | 1953 | 1961  | 1971  | 1981 | 1991 | 2013 |
| ---- | ---- | ----- | ----- | ---- | ---- | ---- |
| -    | -    | 1 267 | 1 253 | 958  | 861  | 840  |

|  |